# Texananus
Texananus är ett släkte av insekter. Texananus ingår i familjen dvärgstritar.

## Dottertaxa tillTexananus, i alfabetisk ordning[1]
- Texananus angus
- Texananus apicalis
- Texananus arctostaphylae
- Texananus areolatus
- Texananus barbus
- Texananus biacus
- Texananus bialtus
- Texananus bilicium
- Texananus bullatus
- Texananus caducus
- Texananus cajaensis
- Texananus constrictus
- Texananus contaminatus
- Texananus cumulatus
- Texananus curtus
- Texananus cuspidatus
- Texananus decorus
- Texananus delicatus
- Texananus denticulus
- Texananus deversus
- Texananus dicentrus
- Texananus distinctus
- Texananus dolus
- Texananus elongatus
- Texananus extensus
- Texananus extremus
- Texananus fumosus
- Texananus gladius
- Texananus graphicus
- Texananus handlirschi
- Texananus hosanus
- Texananus lathropi
- Texananus latipex
- Texananus longipennis
- Texananus lyratus
- Texananus majestus
- Texananus marmor
- Texananus mexicanus
- Texananus monticolus
- Texananus oregonus
- Texananus ovatus
- Texananus pergradus
- Texananus personatus
- Texananus proximus
- Texananus rufusculus
- Texananus sabinus
- Texananus serrellus
- Texananus sextus
- Texananus sonorus
- Texananus spatulatus
- Texananus superbus
- Texananus ultratus
- Texananus uncinatus
- Texananus uncus
- Texananus validus
- Texananus vermiculatus